# Arnold W. Donald
Arnold W. Donald (New Orleans, 17 dicembre 1954) è un dirigente d'azienda statunitense, amministratore delegato di Carnival Corporation & plc dal luglio 2013, in sostituzione di Micky Arison.

## Biografia
Donald è nato a New Orleans, nello Stato della Louisiana, da una famiglia afroamericana all'epoca della segregazione razziale, crescendo con altri 4 fratelli e sorelle nel Ninth Ward, il distretto più povero e malfamato di New Orleans, si è diplomato presso la St. Augustine High School.
Laureatosi in economia presso il Carleton College nel 1976 ed in ingegneria meccanica presso la Washington University a St. Louis nel 1977, ha poi conseguito un MBA alla Graduate School of Business dell'Università di Chicago nel 1980.
Donald ha cominciato la sua carriera nella Monsanto, a St. Louis, carriera che durerà 23 anni, fino a diventare il direttore generale del settore nutrizione e generi di largo consumo e poi vicepresidente della Monsanto stessa.